# Puchały (gromada)
Puchały – dawna gromada, czyli najmniejsza jednostka podziału terytorialnego Polskiej Rzeczypospolitej Ludowej w latach 1954–1972.
Gromady, z gromadzkimi radami narodowymi (GRN) jako organami władzy najniższego stopnia na wsi, funkcjonowały od reformy reorganizującej administrację wiejską przeprowadzonej jesienią 1954 do momentu ich zniesienia z dniem 1 stycznia 1973, tym samym wypierając organizację gminną w latach 1954–1972.
Gromadę Puchały z siedzibą GRN w Puchałach utworzono – jako jedną z 8759 gromad – w powiecie łomżyńskim w woj. białostockim, na mocy uchwały nr 18/V WRN w Białymstoku z dnia 4 października 1954. W skład jednostki weszły obszary dotychczasowych gromad Puchały, Wyrzyki, Milewo, Gać i Modzele Wypychy z dotychczasowej gromady Wyszomierz Wielki ze zniesionej gminy Puchały w tymże powiecie. Dla gromady ustalono 13 członków gromadzkiej rady narodowej.
13 listopada 1954 roku gromada weszła w skład nowo utworzonego powiatu zambrowskiego.
31 grudnia 1959 do gromady Puchały przyłączono obszar zniesionej gromady Łady Polne oraz wsie Pruszki Wielkie, Gronostaje, Koty, Wybrany i Mieczki ze zniesionej gromady Pruszki.
Gromada przetrwała do końca 1972 roku, czyli do kolejnej reformy gminnej.